# Hyeong
Hyeong (oft auch als Hyong geschrieben) ist die Bezeichnung von vorgeschriebenen Bewegungsabläufen (s. Form (Kampfkunst)) in vielen koreanischen Kampfkünsten. Im Folgenden wird hauptsächlich auf das Formensystem des traditionellen Taekwondo eingegangen.
Im traditionellen Taekwondo gibt es 20 Hyeong. Aus ihnen wurden die 24 Teul (oft Tul geschrieben) von General Choi Hong Hi entwickelt.
Das Formensystem mit den klassischen 20 Hyeongs wird nach dem Schriftstellernamen General Chois „Chang-Hon“ genannt. Ihr philosophischer Hintergrund geht meist auf koreanische Legenden, Patrioten oder andere Teile der koreanischen Geschichte zurück. Sie dienen dazu, Bewegungsabläufe zu trainieren, die Konzentration zu steigern, Grundtechniken und Grundstellungen zu üben und einen eigenen Bewegungsstil zu entwickeln. Die Zahl 24 rührt von der Anzahl der Stunden an einem Tag her.

## Die einzelnen Hyeongs
Die verwendeten Namen entsprechen der Umschrift für die koreanische Sprache nach der Revidierten Romanisierung. Sind andere Umschriften gebräuchlich, sind diese in der Beschreibung der Hyeong ebenfalls angegeben.
| Hyeong     | Traditionelle Reihenfolge | Reihenfolge der Teul | ITF-D: notwendig für | ITF-Choi          | Anzahl Bewegungen |
| ---------- | ------------------------- | -------------------- | -------------------- | ----------------- | ----------------- |
| Cheon-Ji   | 1                         | 1                    | 8. und 7. Kup        | 8. und 7. Kup     | 19                |
| Dan-Gun    | 2                         | 2                    | 7. und 6. Kup        | 7. und 6. Kup     | 21                |
| Do-San     | 3                         | 3                    | 6. und 5. Kup        | 6. und 5. Kup     | 24                |
| Won-Hyo    | 4                         | 4                    | 5. und 4. Kup        | 5. und 4. Kup     | 28                |
| Yul-Gok    | 5                         | 5                    | 4. und 3. Kup        | 4. und 3. Kup     | 38                |
| Jung-Geun  | 6                         | 6                    | 3. und 2. Kup        | 3. und 2. Kup     | 32                |
| Toi-Gye    | 7                         | 7                    | 2. und 1. Kup        | 2. und 1. Kup     | 37                |
| Hwa-Rang   | 8                         | 8                    | 1. Kup und 1. Dan    | 1. Kup und 1. Dan | 29                |
| Chung-Mu   | 9                         | 9                    | 1. Dan               | 1. Dan            | 30                |
| Gwang-Gae  | 10                        | 10                   | 2. Dan               | 2. Dan            | 39                |
| Po-Eun     | 11                        | 11                   | 2. Dan               | 2. Dan            | 36                |
| Gye-Baek   | 12                        | 12                   | 2. Dan               | 2. Dan            | 44                |
| Eui-Am     | -                         | 13                   | 3. Dan               | 3. Dan            | 45                |
| Chung-Jang | 14                        | 14                   | 3. Dan               | 3. Dan            | 52                |
| Juche      | -                         | 15                   | 3. Dan               | 3. Dan (Ko-Dang)  | 45                |
| Sam-Il     | 16                        | 16                   | 4. Dan               | 4. Dan            | 33                |
| Yu-Sin     | 13                        | 17                   | 4. Dan               | 4. Dan            | 68                |
| Choe-Yeong | 18                        | 18                   | 4. Dan               | 4. Dan            | 45                |
| Yeon-Gae   | -                         | 19                   | 5. Dan               | 5. Dan            | 49                |
| Eul-Ji     | 15                        | 20                   | 5. Dan               | 5. Dan            | 42                |
| Mun-Mu     | -                         | 21                   | 5. Dan               | 5. Dan            | 61                |
| Seo-San    | -                         | 22                   | 6. Dan               | 6. Dan            | 72                |
| Se-Jong    | 19                        | 23                   | 6. Dan               | 6. Dan            | 24                |
| Tong-Il    | 20                        | 24                   | 7. Dan               | 7. Dan            | 56                |
| Go-Dang    | 17                        | -                    | -                    | -                 | 39                |

## Die 20 ursprünglichen Hyeongs

### Cheon-Ji
Kor. 천지 / 天地 • 19 Bewegungen • auch: Chon-Ji
Himmel und Erde. Der Name steht als Symbol für den Anfang und den Beginn von etwas Neuem.

### Dan-Gun
단군 / 檀君 • 21 Bewegungen • auch: Tan-Gun
Dangun war der koreanischen Legende nach der Sohn eines Gottes und einer menschlichen Frau. Er gründete im Jahre 2333 v. Chr. das heutige Korea.

### Do-San
도산 / 島山 • 24 Bewegungen • auch: To-San
Der koreanische Patriot Ahn Changho legte sich diesen Namen zu. Er stand für Unabhängigkeit und Bildung in Korea.

### Won-Hyo
원효 / 元曉 • 28 Bewegungen
Won-Hyo war ein buddhistischer Mönch, der im Jahr 686, zur Zeit der Silla-Dynastie, den Buddhismus reformierte und in Korea einführte.

### Yul-Gok
율곡 / 栗谷 • 38 Bewegungen • auch: Yul-Kok
Yi I war Philosoph und Gelehrter. Er legte sich dieses Pseudonym zu. Die 38 Bewegungen stehen für den 38. Breitengrad, auf dem der Geburtsort von Yi-I liegt. Das Diagramm der Hyeong ist identisch mit dem chinesischen Schriftzeichen 士 (chin. shì, kor. sa), welches „Gelehrter“ bedeutet.

### Jung-Geun
중근 / 重根 • 32 Bewegungen • auch: Chung-Gun
An Chung-gun war ein koreanischer Nationalist, welcher einen tödlichen Anschlag auf Itō Hirobumi, den ersten japanischen Generalgouverneur für Korea, ausübte. Sein militärischer Widerstand gegen eine Fremdbestimmung Koreas wird heute in Teilen der heutigen dortigen Bevölkerung als patriotisch gedeutet.
Die 32 Bewegungen stehen für das Alter, in dem An Chung-gun 1910 wegen des Attentates hingerichtet wurde.

### Toi-Gye
퇴계 / 退溪 • 37 Bewegungen
Der Gelehrte und Schriftsteller Yi Hwang (16. Jahrhundert) beschäftigte sich mit Naturheilkünsten und war eine angesehene Persönlichkeit auf dem Gebiet des Neu-Konfuzianismus. Das Schrittdiagramm zeigt das Hangeul-Symbol für „Gelehrter“. Die 37 Bewegungen der Hyeong beziehen sich auf seinen Geburtsort auf dem 37. Breitengrad.

### Hwa-Rang
화랑 / 花郎 • 29 Bewegungen
König Chin Hung rief 576 eine Jugendorganisation ins Leben, die er Hwarang (Blumenknaben) nannte. Diese Gruppe gewann schließlich so sehr an Macht, dass sie letztendlich die drei Königreiche Goguryeo, Silla und Baekje zu Korea vereinte. Die 29 Bewegungen stehen für die 29. Infanterie-Division, in der Taekwon-Do hauptsächlich entwickelt worden ist.

### Chung-Mu
충무 / 忠武 • 30 Bewegungen
Chung-Mu war das Pseudonym für Admiral Yi Sun-sin zu Zeiten der Yi-Dynastie. Er erfand im Jahre 1592 das erste gepanzerte Kriegsschiff (Schildkrötenschiff). Mit der Hilfe dieses Bootes gelang es Yi Sun-sin im Imjin-Krieg, den japanischen Invasoren den Nachschub über den Seeweg abzuschneiden und so die Japaner zum Rückzug zu zwingen.
Die Form endet mit einer Angriffsbewegung mit der linken Hand und symbolisiert damit seinen bedauerlichen Tod, ehe er Gelegenheit hatte, sein großes Potential unter Beweis zu stellen, das durch die erzwungene Loyalität seinem König gegenüber gezügelt wurde.

### Gwang-Gae
광개 / 廣開 • 39 Bewegungen • auch: Kwang-Gae
Namensgeber dieser Hyeong ist der 19. König in der Goguryeo-Dynastie, der die koreanischen Siedlungen erweiterte. Das Diagramm der Hyeong steht für die Ausdehnung und die Rückeroberung der verlorenen Gebiete inklusive der Mandschurei. Die 39 Bewegungen beziehen sich auf die ersten beiden Zahlen des Jahres der Thronbesteigung 391 n. Chr. Die Herrschaft Gwanggaeto-Wangs (광개토) dauerte 22 Jahre.

### Po-Eun
포은 / 圃隱 • 36 Bewegungen
Der Physiker und Dichter Jeong Mong-ju (1337–1392) legte sich dieses Synonym zu. Das Gedicht: „Ich würde keinem anderen dienen, auch wenn ich 100 Male dafür gekreuzigt werden würde!“ kennt beinahe jeder Koreaner.

### Gye-Baek
계백 / 階伯 • 44 Bewegungen • auch: Ge-Baek
Gye-Baek-Hyeong wurde nach einem bedeutenden General benannt.

### Yu-Sin
유신 / 庾信 • 68 Bewegungen • auch: Yoo-Sin
General Kim Yu-Shin ist der Namensgeber der 13. Hyeong des traditionellen Taekwondo. Er war zusammen mit China und der in Korea operierenden Hwarang-Organisation (siehe auch Hwa-Rang Hyeong) maßgeblich an der Vereinigung des dreigeteilten Korea beteiligt. Die 68 Bewegungen der Yu-Sin-Hyeong stehen für das Jahr der Vereinigung (668).

### Chung-Jang
충장 / 忠壯 • 52 Bewegungen • auch: Chung-Yang
General und Dichter Kim Duk-Ryang (Yi-Dynastie) legte sich dieses Pseudonym zu. Er starb im Alter von 27 Jahren im Gefängnis.

### Eul-Ji
을지 / 乙支 • 42 Bewegungen • auch: Ul-Ji
General Ul-Ji gelang es um 612, Korea gegen nahezu eine Million chinesischer Invasoren zu verteidigen.

### Sam-Il
삼일 / 三一 • 33 Bewegungen
Sam-Il bedeutet „Erster März“ und geht auf die Bewegung des ersten Märzes zurück. Am 1. März 1919 demonstrierten viele Koreaner gewaltfrei für eine Unabhängigkeit von Japan. Die japanische Kolonialverwaltung ließ nach Vorlesung einer Unabhängigkeitserklärung die Demonstration unter Gewaltanwendung auflösen.
Die 33 Bewegungen erinnern an die 33 Koreaner, die die Unabhängigkeitsbewegung organisiert hatten.

### Go-Dang
고당 / 古堂 • 39 Bewegungen • auch: Ko-Dang
Der Koreaner Cho Man-sik war Nationalist und setzte sich für die Unabhängigkeitsbewegung in Korea ein. Er gab sich das Pseudonym Ko-Dang und gilt dort als Patriot.

### Choe-Yeong
최영 / 崔榮 • 45 Bewegungen • auch: Choi-Yong
General Choe-Yeong (Goryeo-Dynastie) war ein loyaler General der damaligen Armee Koreas. Er wurde vom späteren König, General Yi Song-Gae, hingerichtet.

### Se-Jong
세종 / 世宗 • 24 Bewegungen • auch: Se-Yong
Diese Hyeong wurde nach dem koreanischen König Sejong benannt. Er ist der Erfinder des koreanischen Alphabets. Außerdem ließ er ein Planetarium bauen. Die Se-Yong-Hyeong besteht aus 24 Bewegungen, entsprechend den 24 Grundbuchstaben des koreanischen Alphabetes. Das Schrittdiagramm steht chinesisch für „König“.

### Tong-Il
통일 / 統一 • 56 Bewegungen
Tong-Il (kor. Vereinigung) ist ein Ziel aller Koreaner. Korea wurde 1945 nach dem Zweiten Weltkrieg durch den ideologischen Konflikt zwischen Sowjetunion und USA in Nord- und Südkorea gespalten. Das Schrittdiagramm der Hyeong symbolisiert die Wiedervereinigung von Nord und Süd.

## Ergänzende / Ausgetauschte Hyeongs

### Eui-Am
의암 / 義菴 • 45 Bewegungen
Son Byong Hi legte sich dieses Synonym zu. Er leitete am 1. März 1919 die koreanische Unabhängigkeitsbewegung; siehe auch den 16. Hyeong: Sam-Il.

### Juche
주체 / 主體 • 45 Bewegungen
Es heißt, die Ideologie Juche stammt vom Baekdu-Berg, der den Geist des koreanischen Volkes symbolisiert. Die Schrittfolge repräsentiert diesen Berg. (General Choi ersetzte Ko-Dang mit dieser Hyeong). Diese Tul wird in der ITF des Choi Jung Hwa Ko-Dang genannt, wobei das Bewegungsdiagramm dem des Juche entspricht.

### Yeon-Gae
연개 / 淵蓋 • 49 Bewegungen • auch: Yon-Gae
General Yeon-Gae Somun tötete ca. 300.000 chinesische Soldaten und vertrieb die Tang-Dynastie aus Korea. Dies geschah im Jahr 649 daher besteht Yeon-Gae-Hyeong aus 49 Bewegungen.

### Mun-Mu
문무 / 文武 • 61 Bewegungen • auch: Moon-Moo
Diese Hyeong ehrt König Mun-Mu, den 30. König der Silla-Dynastie, der die drei Königreiche Goguryeo, Baekje, Silla vereinigte. Er wurde in der Nähe von Dae Wang Am (Großer-König-Fels) entsprechen seinem letzten Willen im Meer beigesetzt, „wo meine Seele immer mein Land gegen die Japaner verteidigen soll“. Die 61 Bewegungen symbolisieren die letzten Ziffern des Jahres 661, als Munmu den Thron bestieg.

### Seo-San
서산 / 西山 • 72 Bewegungen • auch: So-San
Der Mönch Choi Hyon Ung aus der Joseon-Dynastie legte sich das Pseudonym Seo-San zu. Die 72 Bewegungen beziehen sich auf das Alter, in dem er eine Truppe Kriegermönche mit Hilfe seines Schülers Sa Myung Dang organisierte. Diese Soldaten schlugen die Wokou zurück, die 1592 den Großteil der koreanischen Halbinsel überrannten.